# Ахи (соус)

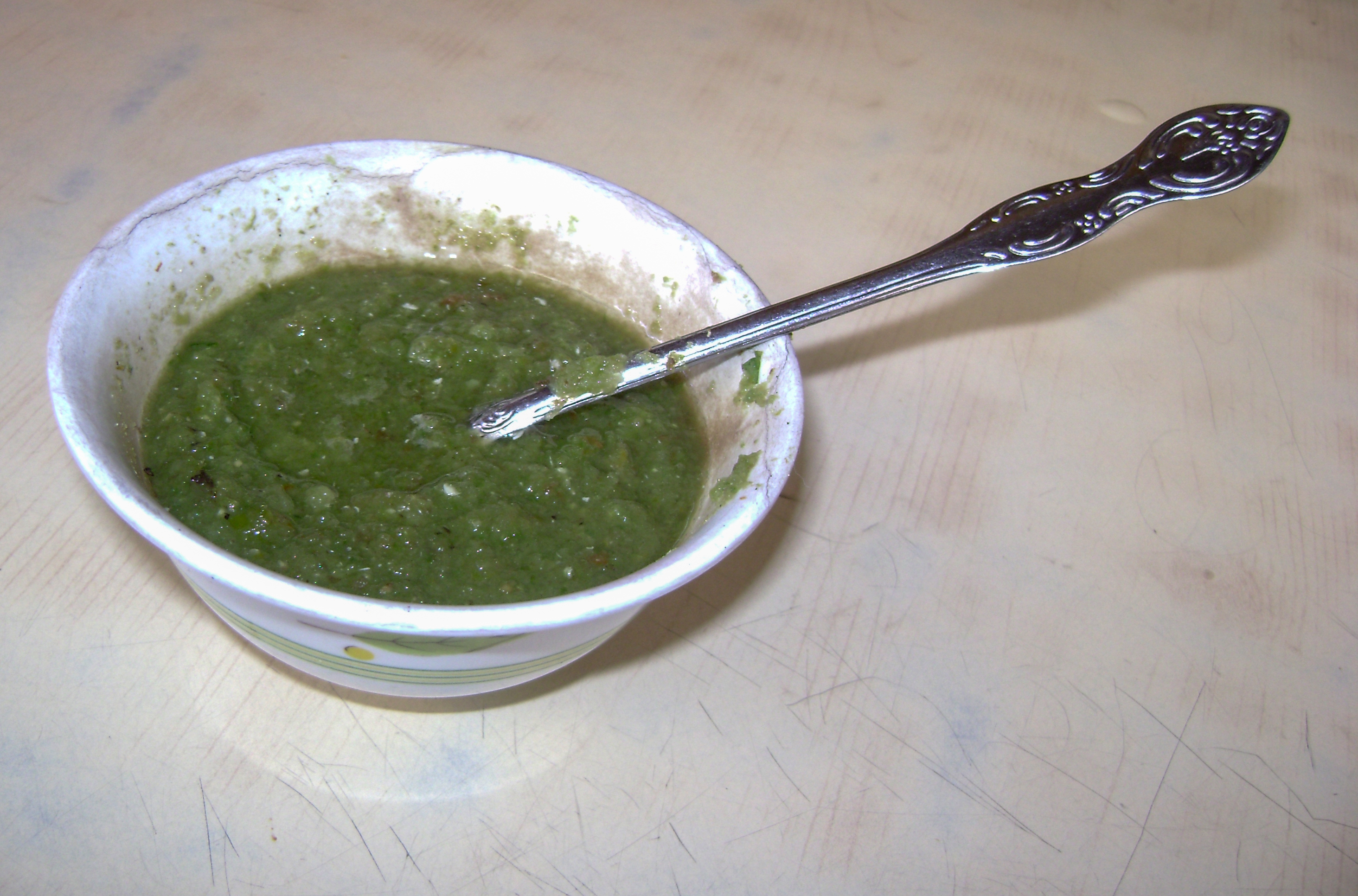
Зелёный соус ахи на рынке в городе Уарас, Перу

Ахи (исп. ají) — острый соус, на основе одноимённого сорта перца (Capsicum baccatum), который также обычно содержит помидоры, кориандр, лук и воду.

## Рецепты
Ахи готовили в Андских странах, таких как Боливия, Колумбия и Перу, по крайней мере, со времен инков, которые называли его учу.
Рецепты значительно варьируются в зависимости от автора и региона, основываясь на предпочтениях. В Колумбии и Эквадоре еда традиционно не острая, поэтому ахи можно добавлять практически в любое блюдо, чтобы добавить немного аромата и пикантности. Обычно его добавляют в такие блюда, как мясные антикучос и чугчукарас, суп, чоризо или эмпанада.
В Чили есть похожая разновидность, известная как ахи чилено («ахи чилийский»), которая содержит дополнительный ингредиент — лимонный сок.